# Свилојево
Свилојево (мађ. Szilágyi) је насеље у општини Апатин, у Западнобачком округу, у Војводини, Србија. Према попису из 2022. било је 880 становника (према попису из 2011. било је 1219 становника).

## Историја
Мађарске власти 1894. доносе одлуку да се младима који су планирали да емигрирају у иностранство због лоше економске ситуације додели пет јутара земље у апатинском атару. Село је основано 1899. године, односно пет година касније. У периоду крајем 19. и почетком 20. века вршено је насељавање Мађара на простору Војводине са циљем повећања удела мађарског становништва, а Свилојево је једно од највећих у то време новоформираних мађарских насеља.

## Демографија
У насељу Свилојево живи 1101 пунолетни становник, а просечна старост становништва износи 42,4 година (40,7 код мушкараца и 44,0 код жена). У насељу има 510 домаћинстава, а просечан број чланова по домаћинству је 2,67.
Становништво у овом насељу је мешовито уз мађарску већину.
|             | \| Демографија[1] \| Демографија[1] \| Демографија[1] \| \| Година \| Становника \| Становника \| \| -------------- \| -------------- \| -------------- \| \| 1948. \| 1.750 \| \| \| 1953. \| 1.917 \| \| \| 1961. \| 1.785 \| \| \| 1971. \| 1.667 \| \| \| 1981. \| 1.490 \| \| \| 1991. \| 1.278 \| 1.268 \| \| 2002. \| 1.364 \| 1.399 \| \| 2011. \| 1.219 \| \| |            |
| Демографија | |            |
| Година      | Становника | Становника |
| 1948.       | 1.750 |            |
| 1953.       | 1.917 |            |
| 1961.       | 1.785 |            |
| 1971.       | 1.667 |            |
| 1981.       | 1.490 |            |
| 1991.       | 1.278 | 1.268      |
| 2002.       | 1.364 | 1.399      |
| 2011.       | 1.219 |            |

| Етнички састав према попису из 2002.‍ | Етнички састав према попису из 2002.‍ | Етнички састав према попису из 2002.‍ | Етнички састав према попису из 2002.‍ | Етнички састав према попису из 2002.‍ |
| ------------------------------------ | ------------------------------------ | ------------------------------------ | ------------------------------------ | ------------------------------------ |
|                                      |                                      |                                      |                                      |                                      |
| Мађари                               | Мађари                               |                                      | 792                                  | 58,06%                               |
| Срби                                 | Срби                                 |                                      | 403                                  | 29,54%                               |
| Хрвати                               | Хрвати                               |                                      | 47                                   | 3,44%                                |
| Југословени                          | Југословени                          |                                      | 19                                   | 1,39%                                |
| Црногорци                            | Црногорци                            |                                      | 2                                    | 0,14%                                |
| Муслимани                            | Муслимани                            |                                      | 2                                    | 0,14%                                |
| Словенци                             | Словенци                             |                                      | 1                                    | 0,07%                                |
| Румуни                               | Румуни                               |                                      | 1                                    | 0,07%                                |
| Буњевци                              | Буњевци                              |                                      | 1                                    | 0,07%                                |
| непознато                            | непознато                            |                                      | 6                                    | 0,43%                                |

| Година пописа     | 1948. | 1953. | 1961. | 1971. | 1981. | 1991. | 2002. |
| ----------------- | ----- | ----- | ----- | ----- | ----- | ----- | ----- |
| Број домаћинстава | 576   | 603   | 663   | 643   | 579   | 500   | 510   |

| Број чланова      | 1   | 2   | 3  | 4  | 5  | 6  | 7 | 8 | 9 | 10 и више | Просек |
| ----------------- | --- | --- | -- | -- | -- | -- | - | - | - | --------- | ------ |
| Број домаћинстава | 124 | 147 | 95 | 86 | 39 | 14 | 3 | 1 | 1 | 0         | 2,67   |

| Пол    | Укупно | Неожењен/Неудата | Ожењен/Удата | Удовац/Удовица | Разведен/Разведена | Непознато |
| ------ | ------ | ---------------- | ------------ | -------------- | ------------------ | --------- |
| Мушки  | 571    | 173              | 347          | 25             | 23                 | 3         |
| Женски | 588    | 82               | 343          | 146            | 15                 | 2         |
| УКУПНО | 1.159  | 255              | 690          | 171            | 38                 | 5         |

| Пол    | Укупно                    | Пољопривреда, лов и шумарство | Рибарство                            | Вађење руде и камена | Прерађивачка индустрија       |
| ------ | ------------------------- | ----------------------------- | ------------------------------------ | -------------------- | ----------------------------- |
| Мушки  | 277                       | 151                           | 6                                    | 0                    | 40                            |
| Женски | 152                       | 71                            | 0                                    | 0                    | 17                            |
| УКУПНО | 429                       | 222                           | 6                                    | 0                    | 57                            |
| Пол    | Производња и снабдевање   | Грађевинарство                | Трговина                             | Хотели и ресторани   | Саобраћај, складиштење и везе |
| Мушки  | 0                         | 24                            | 16                                   | 9                    | 5                             |
| Женски | 0                         | 1                             | 11                                   | 12                   | 2                             |
| УКУПНО | 0                         | 25                            | 27                                   | 21                   | 7                             |
| Пол    | Финансијско посредовање   | Некретнине                    | Државна управа и одбрана             | Образовање           | Здравствени и социјални рад   |
| Мушки  | 1                         | 3                             | 4                                    | 7                    | 8                             |
| Женски | 1                         | 2                             | 3                                    | 16                   | 15                            |
| УКУПНО | 2                         | 5                             | 7                                    | 23                   | 23                            |
| Пол    | Остале услужне активности | Приватна домаћинства          | Екстериторијалне организације и тела | Непознато            | Непознато                     |
| Мушки  | 2                         | 1                             | 0                                    | 0                    | 0                             |
| Женски | 1                         | 0                             | 0                                    | 0                    | 0                             |
| УКУПНО | 3                         | 1                             | 0                                    | 0                    | 0                             |